# شرط ذنب الحرب

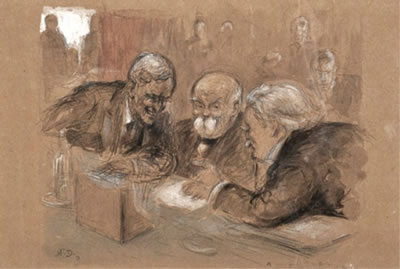
وودرو ويلسون وجورج كليمنصو وديفيد لويد جورج في مؤتمر باريس للسلام (نويل دورفيل ، 1919

شرط ذنب الحرب (بالإنجليزية: War Guilt Clause)‏ أو (Article 231 of the Treaty of Versailles) كان المقال الافتتاحي في معاهدة فرساي التي نصت أنه على ألمانيا تقديم تعويضات للدول التي تضررت منها في أثناء الحرب العالمية الأولى، ومن تلك المعاهدة انتهت الحرب بين الإمبراطورية الألمانية وقوات الحلفاء. لم تُستخدم كلمة «ذنب» في تلك الفقرة ولكن كان بمثابة الأساس القانوني لإجبار ألمانيا على دفع التعويضات.